# Stanislao Bellini
Stanislao Bellini (Verona, 6 giugno 1904 – Lago di Garda, 10 settembre 1931) è stato un militare e aviatore italiano, che fu pilota collaudatore dell'idrocorsa Macchi M.C.72 presso il Reparto Alta Velocità di Desenzano del Garda.

## Biografia

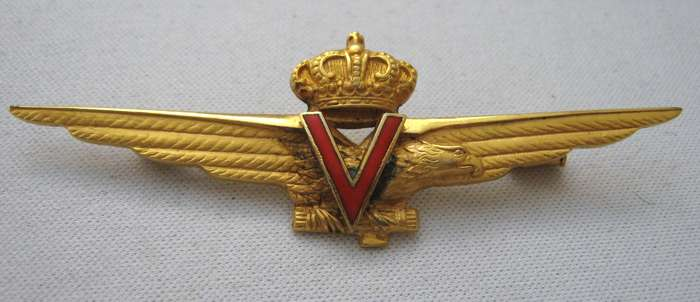
V Rossa dei velocisti della Regia Aeronautica

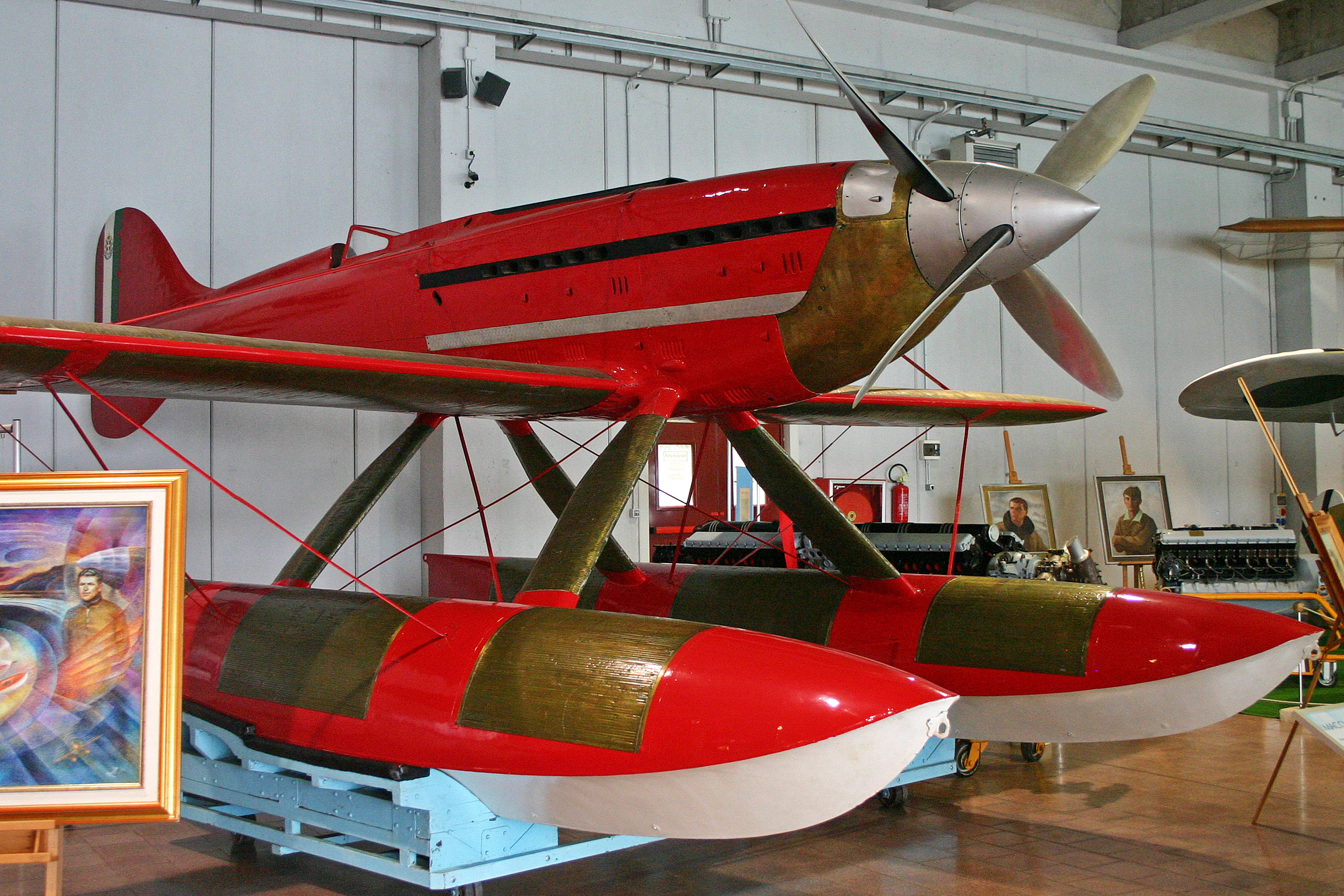
L'esemplare matricola MM.181 del macchi M.C.72 conservato presso il Museo storico dell'Aeronautica Militare di Vigna di Valle.

Nacque a Verona il 6 giugno 1904. Appassionatosi al mondo dell'aviazione si arruolò nella Regia Aeronautica, frequentando la Regia Accademia Aeronautica di Caserta, Corso Aquila, al termine del quale conseguì il brevetto di pilota militare e il grado di sottotenente in servizio permanente effettivo. Partecipò successivamente alle operazioni di riconquista della Cirenaica, venendo decorato con una Medaglia di bronzo al valor militare.
Nel 1931 passò, su sua richiesta, in forza al Reparto Alta Velocità di Desenzano del Garda, dove partecipò al II Corso  per piloti di idrovolante da competizione.
Nel 1931, in vista della partecipazione della squadra italiana alla Coppa Schneider decisa da Italo Balbo per tentare di conquistare definitivamente il trofeo, fu deciso di impiegare il nuovo idrocorsa Macchi M.C.72 progettato dall'ingegnere Mario Castoldi. Il propulsore Fiat AS.6 da 2.300 hp del nuovo idrovolante non era ancora stato messo a punto, e presentava grossi problemi, e pertanto si decise di effettuare serrati voli di collaudo al fine di risolvere gli inconvenienti emersi. Il primo esemplare, assegnato al pilota Giovanni Monti, andò perso per il distacco dell'albero delle eliche controrotanti il 2 agosto, causando la morte del pilota.
Dopo la mancata partecipazione all'edizione della Coppa Schneider, il comandante del RAV, colonnello Mario Bernasconi, assegnò a lui il compito di conquistare il record mondiale di velocità di categoria volando sul secondo esemplare che doveva avere luogo il giorno stesso in cui gli inglesi avrebbero conquistato la Schneider senza alcun avversario. I voli di collaudo, in vista del tentativo fissato per il 13 settembre, si susseguirono a ritmo intenso.
Il 10 settembre decollò a bordo dell'M.C.72 per un'ultima prova generale, con l'ordine di Bernasconi che se si fosse presentato il problema del ritorno di fiamma nel propulsore egli avrebbe dovuto ammarare immediatamente. Subito dopo il decollo, mentre volava a qualche centinaio di metri di quota in direzione nord, avvenne il primo ritorno di fiamma con conseguente detonazione. Valutandola come non problematica decise di rimanere in volo, ma poco dopo ne avvenne una seconda ancora più forte. Decise allora di rimanere in volo per tentare di dimostrare che la conquista del record fosse possibile, ma poco dopo il velivolo esplose in volo, sotto gli occhi di Bernasconi e Castoldi, causando la morte del pilota. Citato da Balbo in un discorso alla Camera dei Deputati,  per onorarne la memoria fu insignito della Medaglia d'argento al valor aeronautico.

### Annotazioni
1. ↑  Gli altri piloti ammessi al corso erano: maggiore Guglielmo Cassinelli; capitano Osvaldo Baldi; tenente Ariosto Neri; tenente Giovanni Buffa; tenente Antonio Lippi; tenente Giancarlo Nicelli; tenente Pietro Scapinelli; maresciallo Eraldo Fruet e sergente maggiore Mario Gori.

### Fonti
1. 1 2 3  Mancini 1936, p. 81.
2. ↑  Tra Berici e Lessini, maggio 2013, p. 32.
3. 1 2  Bedoni 1971, p. 82.
4. 1 2  Bedoni 1971, p. 84.
5. 1 2 3 4 5  Bedoni 1971, p. 85.
6. 1 2  Bedoni 1971, p. 86.